# Microtus evoronensis
Microtus evoronensis је сисар из реда глодара и породице хрчкова (лат. Cricetidae).

## Распрострањење
Русија је једино познато природно станиште врсте.

## Станиште
Врста Microtus evoronensis има станиште на копну.

## Угроженост
Подаци о распрострањености ове врсте су недовољни.

### Популациони тренд
Популациони тренд је за ову врсту непознат.